# Nathalie Lannuzel
Pour les articles homonymes, voir Lannuzel.
Nathalie Lannuzel est une comédienne et dramaturge française, née le 29 avril 1966 à Annemasse.
Elle dirige de 2012 à 2023 l'école de théâtre Les Teintureries à Lausanne.

## Biographie

### Origines et famille
Nathalie Lannuzel naît le 29 avril 1966 à Annemasse, en Haute-Savoie.
Son père est enseignant de grec ancien et de latin au lycée ; sa mère, prénommée Michelle, enseignante de français dans un lycée d'Annemasse.
Elle est mariée depuis le 10 mai 1995 au comédien genevois François Germond.

### Études
Après son baccalauréat, elle étudie à partir de 18 ans à l'École supérieure d'art dramatique de Genève et en sort diplômée en 1987. Après un premier échec au concours, elle entre l'année suivante au Conservatoire national supérieur d'art dramatique de Paris, où elle suit jusqu'en 1991 l'enseignement de Madeleine Marion, Pierre Vial et Daniel Mesguich.

### Parcours professionnel et artistique
Elle dirige d'août 2012 à 2023 l'école de théâtre Les Teintureries à Lausanne.

## Rôles
- 1987 : Elvire dans le Dom Juan de Molière, mise en scène de Philippe Mentha au Théâtre Kléber-Méleau[5]
- 1989 : Rosaura dans Les Deux Jumeaux vénitiens de Carlo Goldoni, mise en scène de Séverine Bujard au Théâtre de Carouge[6]
- 1992 : Lumir dans Le Pain dur de Paul Claudel, mise en scène de Claude Stratz à la Comédie de Genève[7],[8],[9]
- 1992 : Marianne dans Les Lettres portugaises d’après Gabriel de Guilleragues, mise en scène de Xavier Béja au Théâtre Paris-Villette[1]
- 1993 : Margarita[1] dans Le Laboureur de Bohême de Johannes von Tepl, mise en scène de Pierre Diependaele au Nouveau Théâtre de Poche[10]
- 1994 : Volker dans L’histoire qu’on ne connaîtra jamais d'Hélène Cixouset, mise en scène de Daniel Mesguich au Théâtre de la Ville[1]
- 1996 : Jane Talbot dans Marie Tudor de Victor Hugo, mise en scène de Charles Joris au Théâtre populaire romand[11]
- 1998 : Dacha dans Ciment de Heiner Müller, mise en scène de Gianni Schneider à l'Arsenic[12]
- 2000 : rôle titre dans Andromaque de Racine, mise en scène de Georges Wod au Théâtre de Carouge[1]
- 2001 : Élisa dans Conversations après un enterrement de Yasmina Reza, mise en scène de Philippe Mentha au Théâtre Kléber-Méleau[1]
- 2003 : Cléopâtre dans Antoine et Cléopâtre de Shakespeare, mise en scène de François Rochaix au Théâtre de Carouge[13]
- 2015 : Alice dans En roue libre de Penelope Skinner (en), mise en scène de Claudia Stavisky au Théâtre des Célestins[3]

## Mises en scène
- 2004 : Equus de Peter Shaffer, au Théâtre du Grütli (Genève)[14]
- 2006 : KilomBo de Sandra Korol, au Théâtre de Vidy[15]
- 2025 : Sagrada familia d'elle-même, au Théâtre de Vidy[16],[17]